# Castelo de Araújo

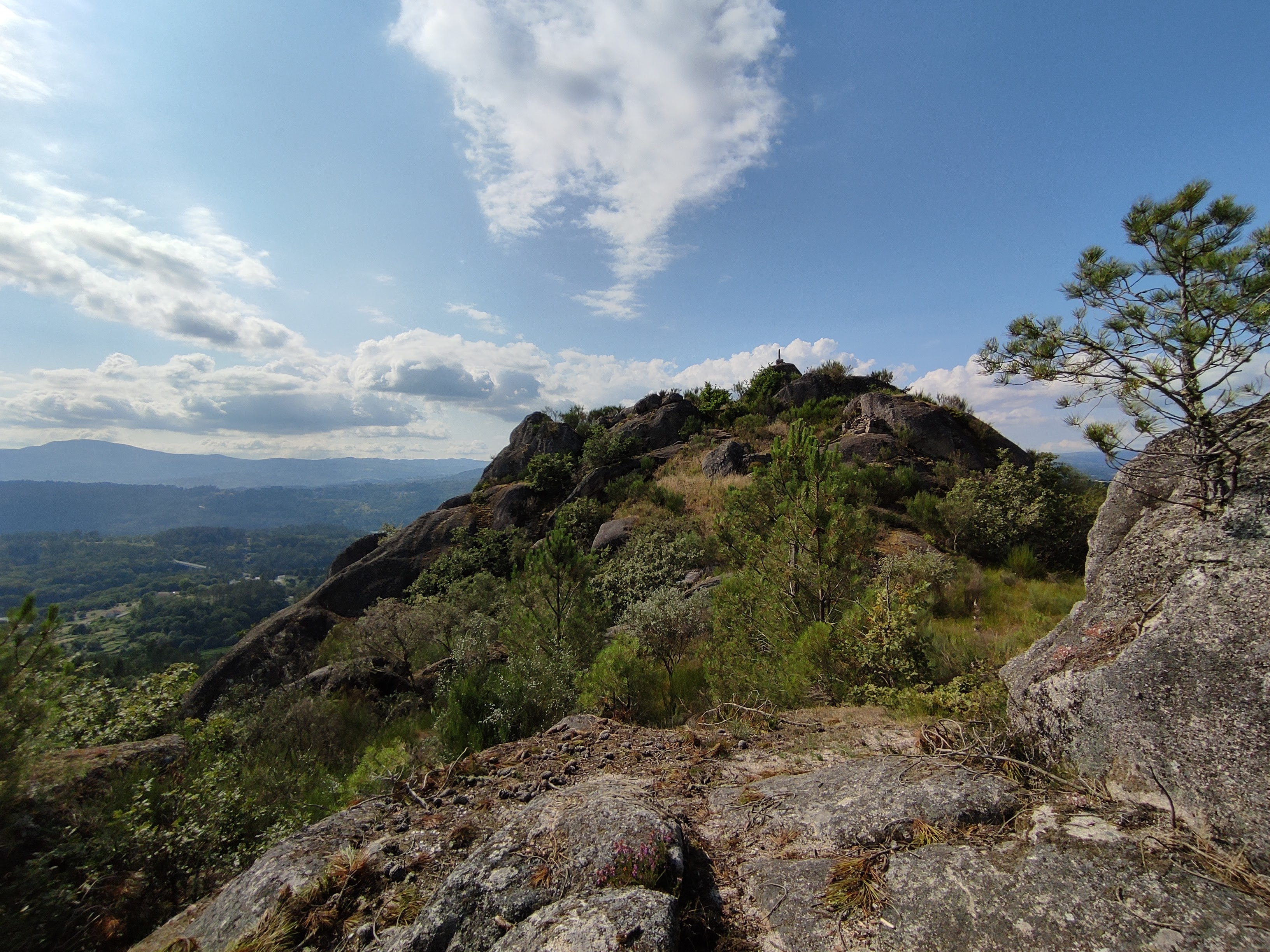
As ruínas do Castelo de Araújo

O Castelo de Araújo, (em português medieval: Castelo de Araúja; em galego moderno:Castelo de Araúxo), localizava-se na região de Ourense, no atual município de Lobios, ao sopé do rio Salas e muito perto da sua confluência com o rio Lima e próximo à região histórica do Minho (a apenas 15 km da fronteira da Madalena e a 17 km da fronteira da Portela do Homem) foi um antigo castelo militar medieval, que existiu na fronteira entre os antigos reinos da Galiza e de Portugal.  Pesquisas arqueológicas modernas, apontam sua existência entre os séculos XII, quando provavelmente começou a ser erguido, e o século XV, quando foi subitamente destruído.
Segundo alguns escritores, os senhores do castelo de Araújo, seriam descendentes de nobres das antigas famílias reais dos reinos medievais da França, Borgonha, e da nobreza galega. Além do senhorio do Castelo e das terras de Araújo, estes nobres também foram senhores de outros castelos e terras, em Portugal.

## Alguns dos senhores de Araújo
- Vasco Rodrigues de Araujo, Fronteiro-Mor do Rei Dom Fernando, casado com a Dona N. Yanez, filha de Dom Pedro Yanez, o mestre da Ordem de Santiago em Portugal[1][7]
- Paio Rodrigues de Araujo, Senhor das terras e do Castelo de Araújo, também foi senhor do castelo e das terras de Lindoso em Portugal[1][7]
- Pedro Annes de Araujo.[1]